# Шпански мастиф
Шпански мастиф је раса паса пореклом из Шпаније.
Порекло шпанског мастифа је Шпанија - Екстремадура. Потиче од укрштања борбених, сточарских и паса чувара старих келтских и пиринејских планинских паса. У почетку је ова раса узгајана као фармerски пас, била је намењена заштити пољопривредних површина и веома се активно користила. Поред тога, шпански мастифи су одлични ловци, способни су да лове чак и највеће животиње, као што су медведи и дивље свиње. Они такође раде прилично добар посао у обезбеђивању сигурности. 
Стандард за ову расу је објављен 1982. године.

## Изглед
Изглед шпанског мастифа је веома необичан, то је веома велики и моћан пас. Мужјаци ове расе се јасно разликују од женки, јер су знатно већи и по изгледу опаснији. Шпански мастиф има добро грађено тело, са снажним скелетом који овог пса чини веома јаким. Длака ових паса је веома густа и тврда, али кратка, која лежи уз тело. Привезак на врату је обавезан. Боја је кајсија, сива, жућкаста, црвена, црна, тиграста (тамна и светла), могу бити беле ознаке на шапама и грудима.
Минимална прихватљива висина за мужјака је 77 цм, за женку - 72 цм, преферирају се веће јединке - мужјаци од 80 цм и женке од 75 цм.
Глава је пропорционална, али велика, са карактеристичним подлаком на врату. Шапе су мишићаве и јаке.
Шпански мастифи касно сазревају: мужјаци од три до четири године, женке од две до три године. Укупан животни век шпанског мастифа је 10-11 година.

## Карактер
Шпански мастиф је веома снажан пас и природни пас чувар. Ови пси су невероватно вредни и могу обављати различите функције у зависности од тога шта њихови власници захтевају. У породици, шпански мастиф се добро понаша, никада не показује агресију, љубазан је и нежан. Веран помоћник и поуздан пријатељ, потребна му је пажња и љубав. Поред тога, таквим псима је потребан простор; живе углавном ван града, пошто за њих има премало места у градском стану. Потребна им је редовна обука да би остали у форми. Редовно четкање је неопходно.